# Hemitriccus inornatus
Hemitriccus inornatus е вид птица от семейство Tyrannidae.

## Разпространение
Видът е разпространен в Бразилия и Суринам.